# Distrikt Casa Grande
Der Distrikt Casa Grande liegt in der Provinz Ascope in der Region La Libertad in Nordwest-Peru.
Der Distrikt entstand am 21. Januar 1998 aus Teilen der Distrikte Ascope und Chocope. Der 677,17 km² große Distrikt hatte beim Zensus 2017 28.492 Einwohner. 10 Jahre zuvor lag die Einwohnerzahl bei 29.884. Verwaltungssitz ist die 147 m hoch gelegene Stadt Casa Grande. Daneben gibt es noch die am Nordufer des Río Chicama gelegene Kleinstadt Roma. Der Fluss Río Chicama fließt entlang der südlichen Distriktgrenze. Im Tiefland wird bewässerte Landwirtschaft betrieben. An den Hängen der im Distriktgebiet bis zu 2000 m hohen peruanischen Westkordillere sowie im Norden des Distrikts herrscht Wüstenvegetation.

## Geographische Lage
Der Distrikt Casa Grande liegt im zentralen Norden der Provinz Ascope. Die Pazifikküste liegt etwa 20 km weiter westlich. Der Distrikt Casa Grande grenzt im Nordwesten an den Distrikt San Pedro de Lloc (Provinz Pacasmayo), im Nordosten an die Distrikte Cupisnique und San Benito (beide in der Provinz Contumazá), im Osten an den Distrikt Ascope, im Südosten an den Distrikt Chicama, im Süden an den Distrikt Chocope sowie im Westen an die Distrikte Paiján und Rázuri.

## Geboren im Distrikt Casa Grande
- Gonzalo Espino Relucé (* 1956), peruanischer Literaturwissenschaftler, Hochschullehrer und Dichter